# Luboszów (przystanek kolejowy)
Luboszów – zamknięty w 1991 roku przystanek osobowy a dawniej stacja kolejowa w Luboszowie na linii kolejowej nr 283 Jelenia Góra – Żagań, w województwie dolnośląskim.